# Rhabdoweisiella
Rhabdoweisiella là một chi rêu trong họ Rhabdoweisiaceae.